# Vienna Business School Mödling
Die Vienna Business School Mödling ist eine private Handelsakademie und Handelsschule in Mödling.
Die Handelsakademie gehört zu der Gruppe der Vienna Business School, die sechs Handelsakademien in Wien betreibt und durch den Fonds der Wiener Kaufmannschaft getragen wird. Ein Schulgeld ist für den Besuch der Privatschule nötig.

## Bekannte Schüler und Absolventen
- Kristina Inhof (* 1988), Sportjournalistin
- Mario Hochgerner (* 1984), Sportmoderator und Kommentator
- Eric Krieger (* 1975), Judoka
- Thomas Muster (* 1967), Tennisspieler
- Alexandra Reinprecht (* 1974), Opernsängerin
- Stefanie Reinsperger (* 1988), Schauspielerin
- Gerd Wimmer (* 1977), Fußballer